# 無誘導爆弾

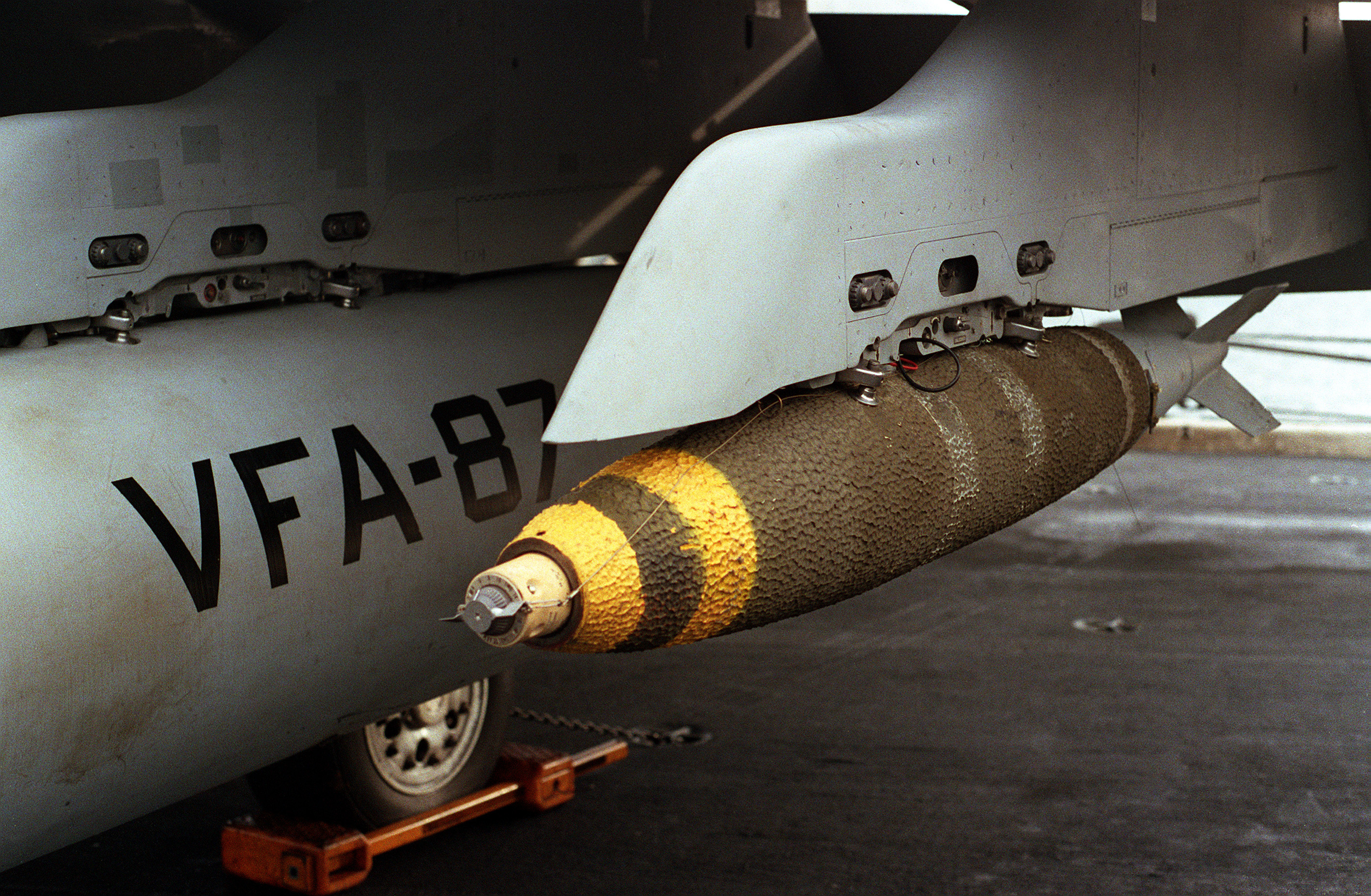
無誘導爆弾（Mk.82）

無誘導爆弾（むゆうどうばくだん、Gravity bomb）または自由落下爆弾（じゆうらっかばくだん）は、航空機搭載爆弾の一種。単に航空機から投下する爆弾を示す。最も古くからあるタイプの航空機搭載爆弾。

## 概要
無誘導爆弾は、航空機から無線などによる操縦・誘導をともなわず、自由落下によって目標物へと投下される兵器である。爆弾本体の構造は、弾殻・信管・炸薬と安定翼で構成される。各国が用いた初期の航空爆弾や大戦中の爆弾には、衝撃による弾体の変形や破壊による不発を少なくするため、信管が複数取り付けられることが多かった。
無誘導爆弾は、航空機の爆弾倉または機体下面や主翼下面に設けられた懸架装置に取り付けられる。航空機は無誘導爆弾を懸架して飛行し、目標の上空へ達すると照準器によって目標を確認し、投弾（切り離し）する。第二次世界大戦の中盤に無線、赤外線で誘導される誘導爆弾が開発されるまでは、航空機搭載爆弾には無誘導爆弾しかなかった。
ベトナム戦争時、F-4戦闘爆撃機の火器管制システムと組み合わされた場合、500ポンド無誘導爆弾は平均誤差半径122m（400ft）の精度を発揮することができた。
誘導装置を用いない爆弾は単価が安く、大量生産に適する。無誘導方式の爆弾は、誘導爆弾やミサイルが開発された後も、航空機における主力地上攻撃武装として使用されている。また、初期の核爆弾は、航空機から投下するのみの無誘導爆弾であった。湾岸戦争においても、投下量自体は誘導兵器よりも無誘導爆弾の方が多い。1990年代のユーゴ紛争より、急激に誘導爆弾使用割合が増加し、無誘導爆弾の使用が減少した。

## 投下方法
最も原始的な投下方法である水平爆撃では、目標へ向かって水平飛行しながら爆弾を投下する。投下の際は、目標と運搬する航空機の位置関係、投下時の航空機の速度、目標の速度、投下後の爆弾に働く重力や空気抵抗、風向きなどから適切な投下位置を計算せねばならないが、第二次世界大戦までは目算がほとんどで命中精度は低かった。そこで降下爆撃といったより精度の高い投下方法が使用された他ノルデン爆撃照準器に代表される機械式の自動照準器が開発され、現代においては機上コンピュータにより投下タイミングが自動計算される。
精密爆撃の手法である急降下爆撃は第一次世界大戦末期に開発されたもので、目標に向かって（正確には目標より少し先に向かって）急降下しながら爆弾を投下する。手法上投下誤差が小さくなり、一般に水平爆撃よりも投下高度が低いため命中精度は高くなるが、防空システムの発達で危険度が増したことや誘導弾の出現により優位が小さくなったことで現代までにほぼ廃れた。
主に対艦攻撃に用いられた手法として反跳爆撃がある。これは海上を超低空で目標に向かって直進しながら大遅延信管（アメリカ陸軍の場合5秒）を装着した爆弾を投下するもので、爆弾は海面を飛び跳ねながら目標の側面に激突、起爆する。特別な機材がなくとも敵艦船に対して効果的な打撃を加えることができるが、反撃を受けやすい上に難易度は高かった。
トス爆撃は自機の速度を利用して爆弾を投げ上げる（トス）投下方法で、最も一般的な手順では投下機が目標に接近せずに爆撃を行える利点があるが爆弾を投げ上げる都合命中精度は低い。爆弾の滞空時間が長い、低空飛行で投下目標に接近できるなど核爆弾の使用とも相性がいい。

## 種類

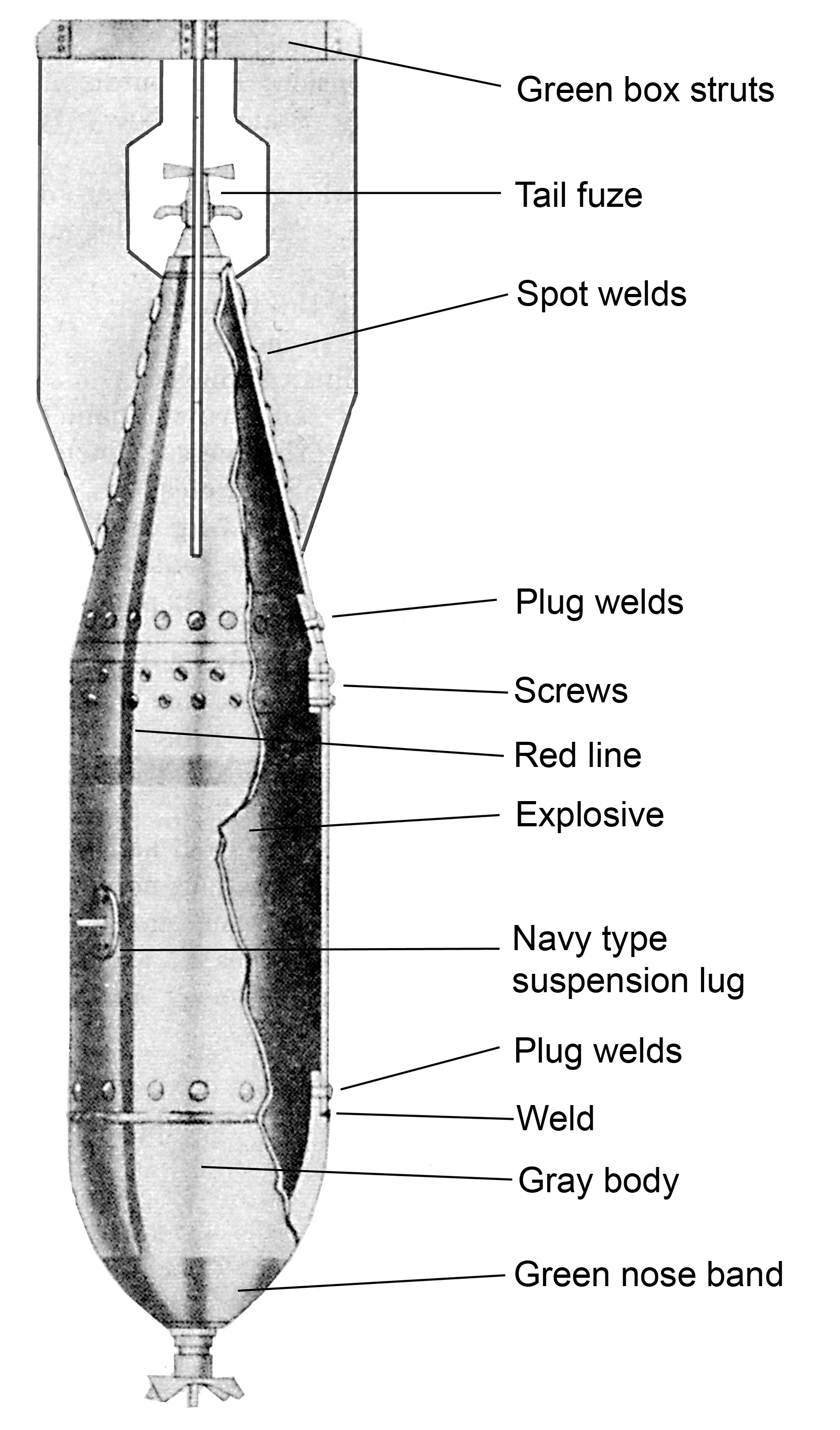
大日本帝国海軍が使用した、九八式25番陸用爆弾の構造図。日本海軍における無誘導爆弾の基本的な構造を示す。弾頭および弾底に信管を装着し、弾体は鋲接で接合された。炸薬量96.6kg。400mmのコンクリートを貫通した

一般的な無誘導爆弾は大きく弾体、信管、安定翼からなる。弾体は主に鉄で作られ、内部には炸薬が充填される。信管は炸薬を起爆させ、目的に応じて瞬発、遅発、近接等の機能が使い分けられる。安定翼は投下された爆弾の姿勢を整え、命中精度や起爆率を向上させる。
無誘導爆弾の中には空気抵抗板やパラシュート、バリュートが取り付けられたものが存在する。これは、航空機が低空から爆弾を投下すると、爆弾炸裂の影響（衝撃波や四散する破片）が投下母機におよぶため、空気抵抗により爆弾の落下速度を下げ、母機の退避時間を稼ぐというものである。こうした爆弾は、投下飛翔中の水平速度が減少し、降下角と地面への入射角が深くなり、炸裂した爆弾がより効果的に爆風と生成破片を放射するという利点もある。地面に着弾した際に侵徹量が少なくなり、地中へと爆発威力をおよぼすよりも、地表へ露出した目標へ威力をおよぼす。
コンクリート等で建造された強固な防御建築物や艦艇といった装甲目標に使用される爆弾は、着弾時の衝撃で自身が破壊されないように頑丈な弾体をもち、また同様の理由で弾底信管を持つものが多い。信管には遅延式のものを用い、相手に食い込んだ、あるいは内部に貫通侵入した後に炸裂することで大きなダメージを与える。
潜水艦を攻撃するための爆弾は通常爆雷（自衛隊では対潜爆弾）と呼ばれる。基本的に無誘導であり、設定した水深や時間、もしくは近接信管により起爆する。潜水艦に対する誘導兵器としては誘導爆弾ではなく魚雷が用いられる。

## 現代の無誘導爆弾

### アメリカ
過去に朝鮮戦争やベトナム戦争で使用された爆弾であるM117とM118は、最新の航空爆弾よりも感度が高く、爆発しやすい炸薬を使用していた。これらの爆弾の一部は、現在もアメリカ軍の兵器庫に残っているものの、ほとんどが消費された。M117は、主としてB-52 ストラトフォートレスによってのみ投下される。
現在主用されるアメリカ軍の汎用爆弾はMark 80系列である。この形式の爆弾は、1946年に空力的な研究が行われた結果、ダグラス航空機会社の設計技師エド・ハイネマンによって設計された「エアロ1A」として知られる形状を採用した。これは艦載機のための最小抗力を追求しており、弾体のサイズは長さと直径の比率が約8対1とされている。モジュラー構造により、頭部や尾部を各種のアタッチメントに交換して誘導爆弾とすることができるという点が特徴である。
Mark 80系列の爆弾は、ベトナム戦争以前の戦いには投入されていないが、当時運用されていた旧式な爆弾を装備更新して以来、現在に至るまで使用されている。この汎用爆弾は、4つの基本的な兵装の種類が含まれる。
- Mark 81 - 公称重量250ポンド（113キロ）
- Mark 82 - 公称重量500ポンド（227キロ）
- Mark 83 - 公称重量1,000ポンド（454キロ）
- Mark 84 - 公称重量2,000ポンド（908キロ）

ベトナム戦争では、Mk.81 ファイアークラッカーが効果不十分であると認められたため、アメリカ軍での使用が中止された。しかし、Mk.81爆弾の最近の精密誘導式の派生形（SDB）は、2003年以降、イラクにおいてアメリカ軍の実戦経験に基づいて運用開始され、巻き添え被害を低減するためにMk.82およびそれよりも大きい爆弾と一部代替されはじめている。また、アメリカ海軍や海兵隊の使用する汎用爆弾は、ベトナム戦争以降、航空母艦上で火災が発生した場合に爆発事故を起こす可能性があることから、この不意の爆弾の発火を遅らせるように設計されている。弾体は、表面を厚いアブレーティブ難燃性塗料によって処理されている。
Mk.80 シリーズの爆弾は、以下のバージョンが主として使用されている。

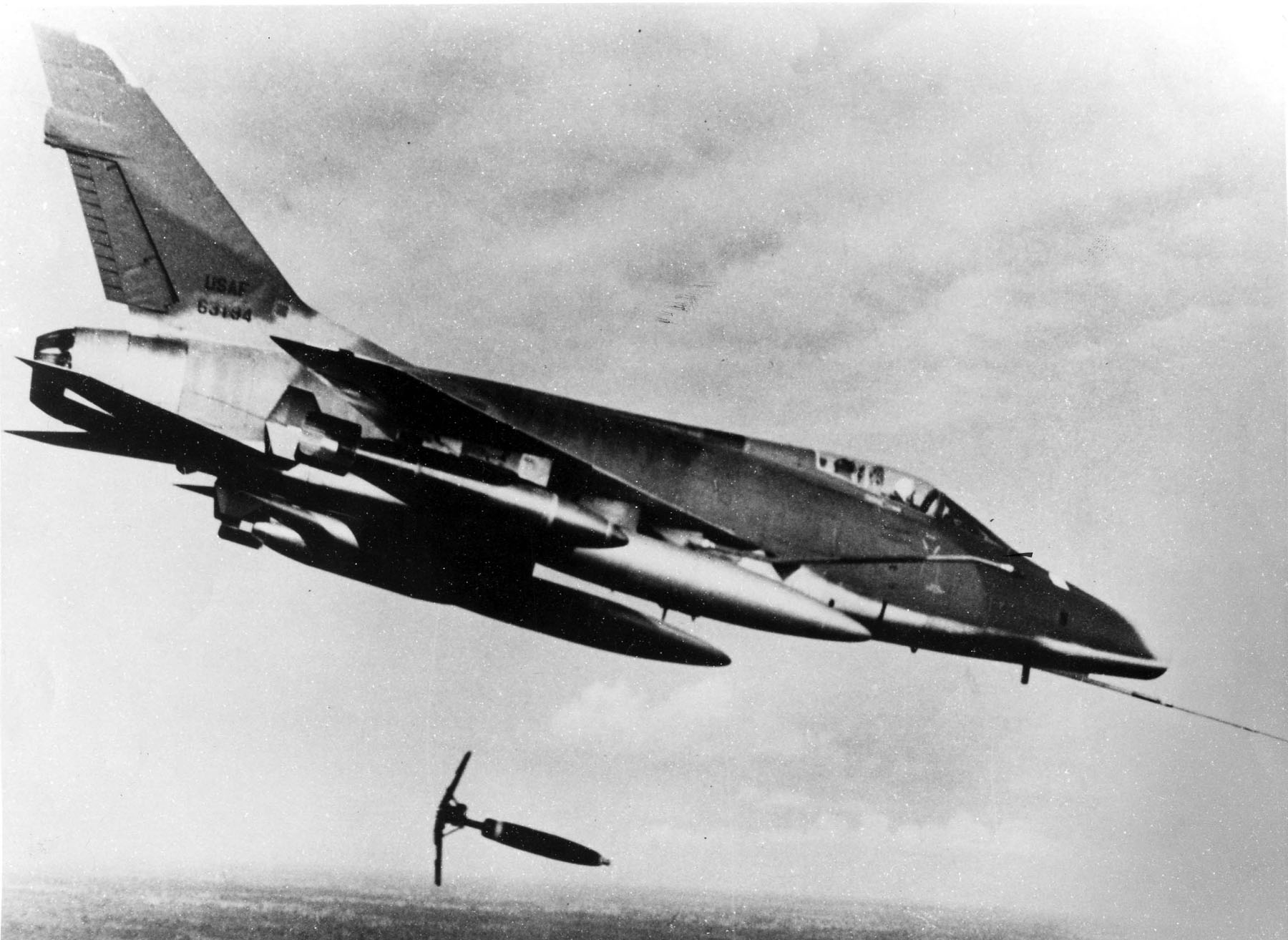
Snake Eye

- BDU-50演習弾（非爆発性） - Mk.82爆弾本体を流用した訓練用。
- BDU-56演習弾（非爆発性） - Mk.84爆弾本体を流用した訓練用。
- Mk.82 スネークアイ - Mk.82に折り畳み式フィンを取り付けたもの。
- Mk.82 Retarded - Mk.82にバリュートを取り付けたもの。
- Mk.83 Retarded - Mk.83にバリュートを取り付けたもの。
- Mk.84 Retarded - Mk.84にバリュートを取り付けたもの。

なお、アメリカではこれらの無誘導爆弾に装着して精密誘導爆弾化するキットであるJDAMが開発され、2000年ごろから実戦投入されている。

### ソビエト連邦/ロシア

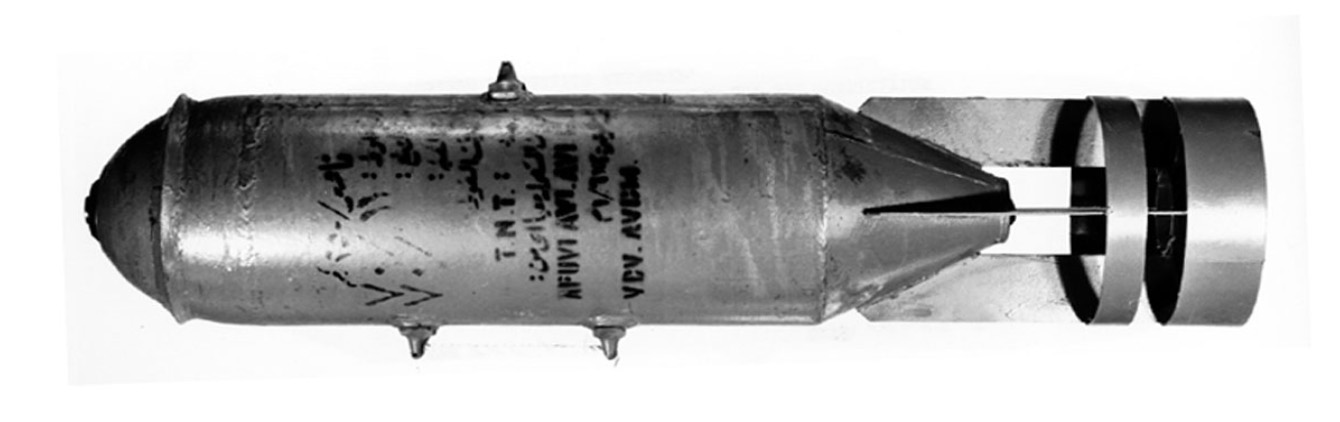
FAB-250

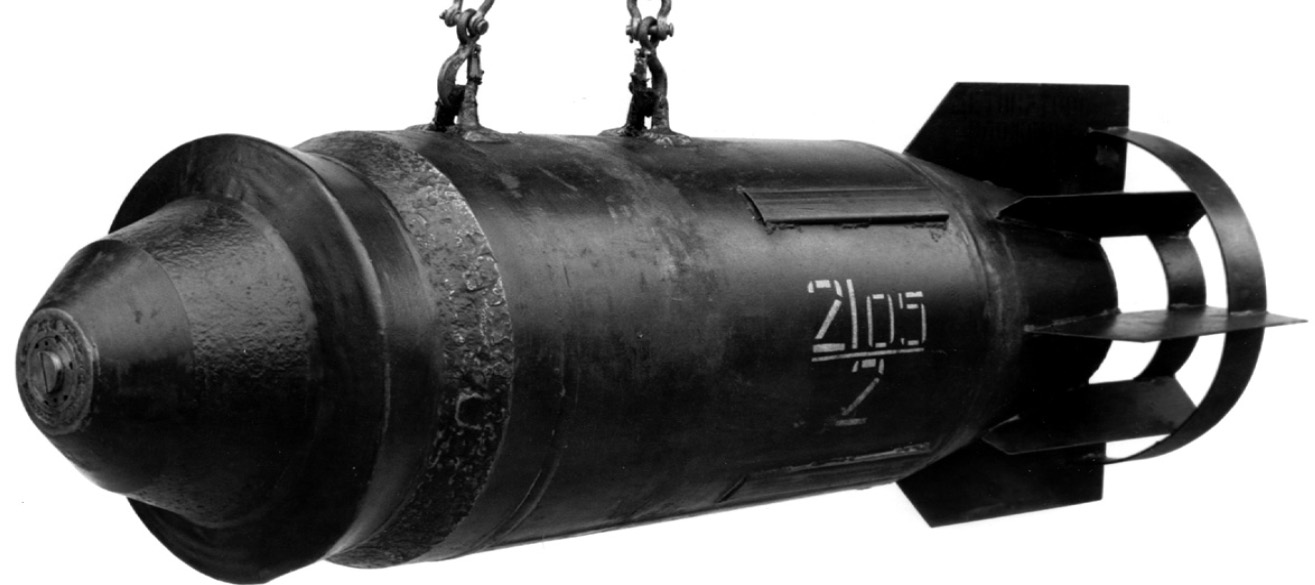
FAB-500

FAB-50 - 50kg
- FAB-250 - 250kg
- FAB-500 - 500kg
- FAB-1500 - 1500kg

### フランス
- BANG 125 - 重量125kg
- BANG 250 - 重量221kg[5]